# 하리 (가수)
하리(본명: 정성경, 1990년 2월 6일 ~ )는 2013년 프로듀서 단디(DanDi)가 프로듀싱한 싱글 음반 귀요미송을 통해 2013년 초 전 세계적으로 유명해진 대한민국의 가수이다. 현재 단디레코즈에 소속되어 있다.

## 출연
- It's Showtime (필리핀) : 2013년 9월 2일 (게스트)
- Yuk Keep Smile (인도네시아): 2013년 11월 8일 (게스트)

## 음반

### 싱글
| 연도 | 제목                       | 참고          |  |
| ---- | -------------------------- | ------------- |  |
| 연도 | 제목                       | 참고          |  |
| 2010 | 팬케잌                     | 디지털 싱글   |  |
| 2012 | 조으다 완전 조으다         |               |  |
| 2012 | 훈녀 BGM                   |               |  |
| 2013 | 귀요미 (1더하기1은 귀요미) | 디지털 싱글   |  |
| 2013 | 귀요미                     | 싱글 리타이틀 |  |
| 2013 | Break In (하리바게뜨)      | 디지털 싱글   |  |
| 2013 | 하리바게뜨                 |               |  |
| 2013 | 한글송                     |               |  |
| 2014 | 나쁜놈아 (Bad Boy)         | 디지털 싱글   |  |
| 2014 | 띄워송 (일단 띄워)         |               |  |